# Хелме (волость)
Хе́лме (эст. Helme vald) — бывшая волость на юге Эстонии в составe уезда Валгамаа, располагалась у границы с Латвией.

## Географическое положение
Площадь занимаемой территории — 313 км². На 1 января 2010 года численность населения составляла 2269 человек.
Административный центр — городок Тырва. Также на территории волости находятся посёлок Хелме и 14 деревень: Ала, Холдре, Йыгевесте, Калме, Карьятнурме, Кирикукюла, Кооркюла, Кяху, Линна, Мёльдре, Паткюла, Пильпа, Рообе, Таагепера.

## Достопримечательности
На территории волости находятся Хелмеские пещеры, замок Таагепера и мавзолей выдающегося российского полководца Барклая-де-Толли.

## Ссылки

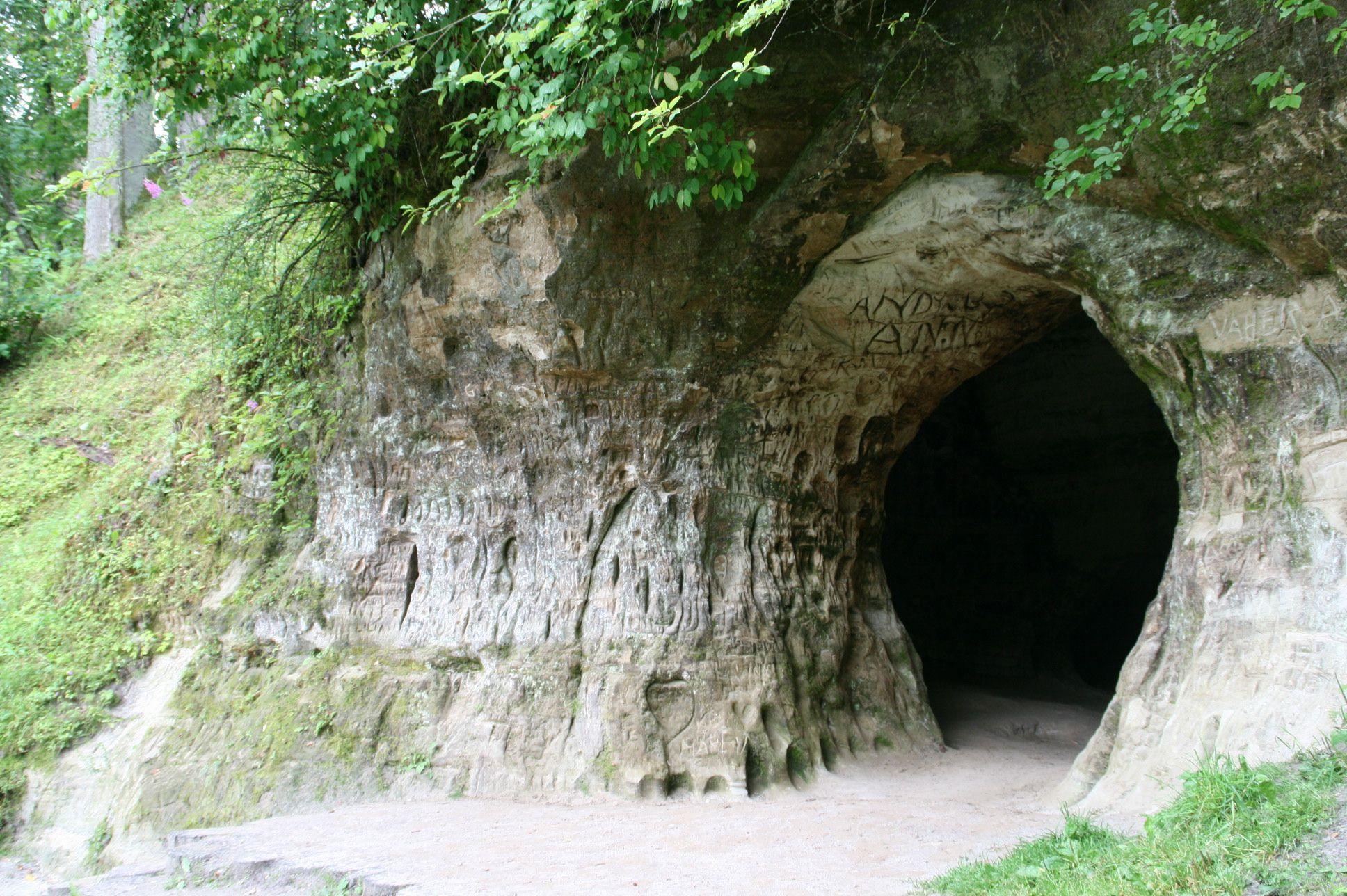
Хелмеские пещеры
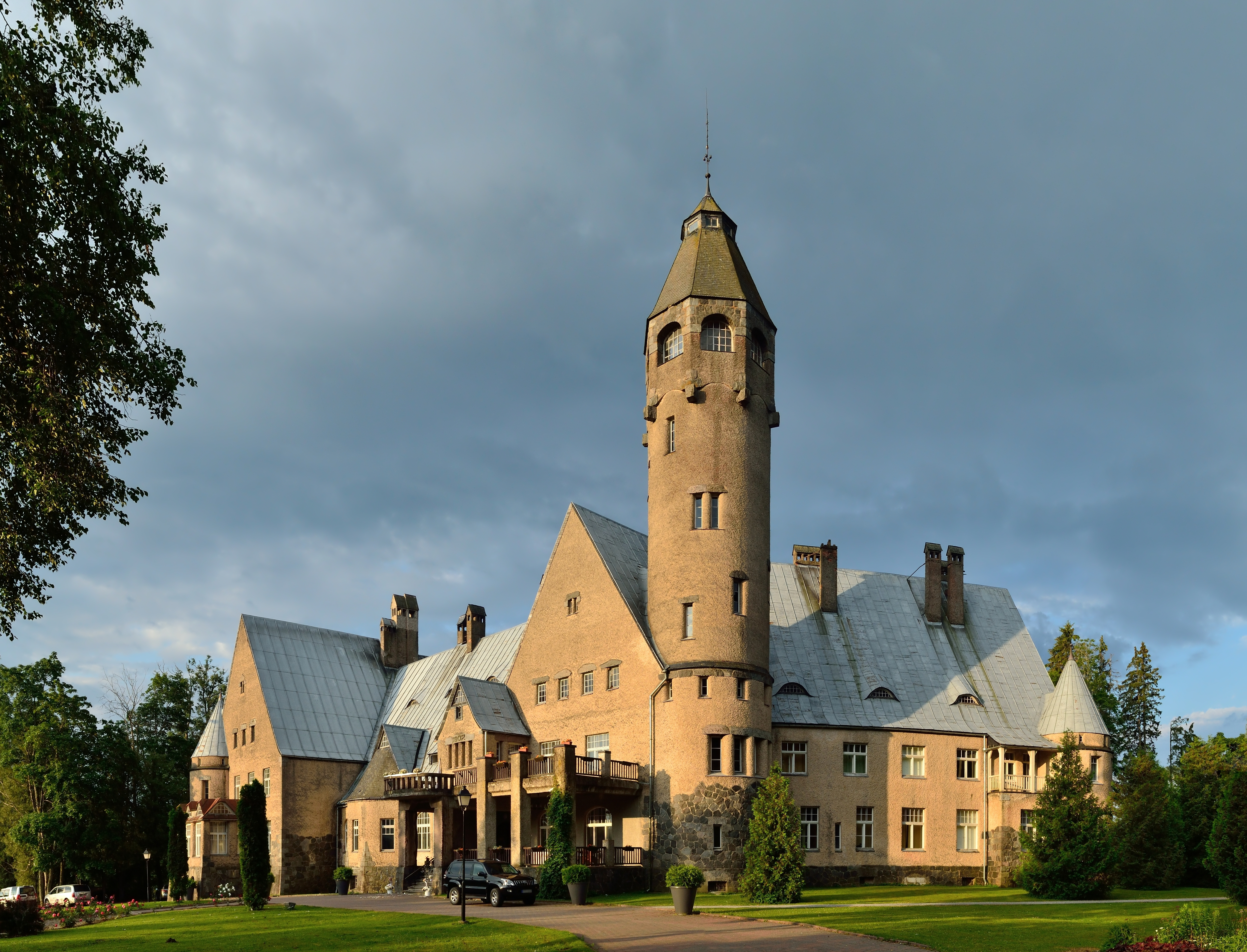
Замок Таагепера
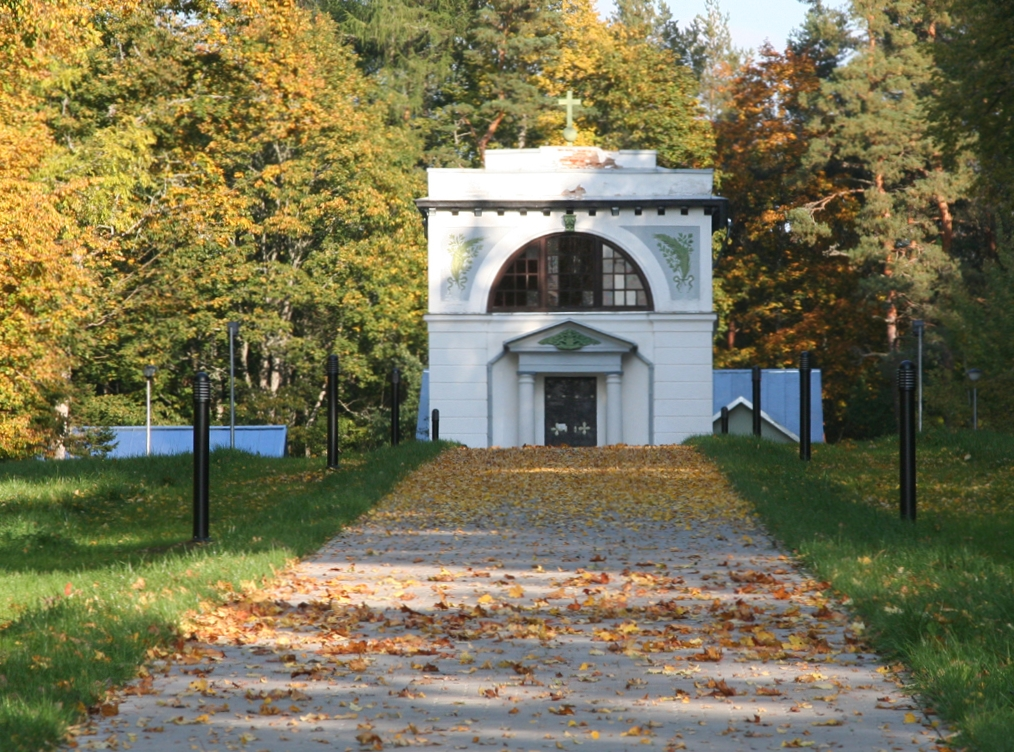
Мавзолей Барклая-де-Толли